# Rohringer Sándor
Rohringer Sándor (Rohringer Sándor Lajos) (Kassa, 1868. március 28. – Budapest, 1945. május 4.) vízépítő mérnök, egyetemi tanár, a Magyar Tudományos Akadémia rendes tagja. Nagy jelentőségűek hidraulikai vizsgálatai, nevéhez fűződik az ország első hidrotechnikai laboratóriumának megszervezése (1927) és az alföldi talajvízészlelő kúthálózat kiépítésének megindítása (1932).

## Életútja
Rohringer Alajos és Dövényi Ilona fiaként született. 1890-ben szerzett mérnöki oklevelet a budapesti Királyi József Műegyetemen. 1892-től 1903-ig a kassai kultúrmérnöki hivatal mérnökeként tevékenykedett. Ezzel párhuzamosan jogi tanulmányokat folytatott a Kassai Királyi Jogakadémián, ahol jog- és államtudományi államvizsgáját 1896-ban tette le. 1903-ban kinevezték a besztercebányai kultúrmérnöki hivatal vezetőjévé, s hat éven keresztül vezette az ott folyó munkát. 1909-től 1919-ig ismét Kassán élt, a kassai kultúrmérnöki hivatal főnökeként és a helyi vízmesteriskola igazgatójaként tevékenykedett.
1919-ben felkerült a fővárosba, s 1923-ig a földművelésügyi minisztérium alkalmazásában állt miniszteri tanácsosi rangban. 1924-ben miniszteri biztosként felügyelte a Pestvármegyei Dunavölgy Lecsapoló és Öntöző Társulat tevékenységét. Időközben 1923-ban kinevezték a Királyi József Műegyetemre a vízépítéstan nyilvános rendes tanárává. 1934-ig vezette a tanszéken folyó oktatómunkát, de 1938-as nyugdíjazásáig tartott előadásokat a műegyetemen (1934 utáni nevén József Nádor Műszaki és Gazdaságtudományi Egyetemen). 1934–1935-ben a tanintézet rektori tisztét töltötte be. Halálát végbélrák okozta. Felesége Nemessányi Gizella Róza Erzsébet volt, aki egy hónappal élte túl, 1945. június 6-án hunyt el Budapesten 65 éves korában.

## Munkássága
Tudományos pályája során elsősorban az Alföld vízgazdálkodásának kérdéseit tanulmányozta. Behatóan foglalkozott a talajvíz hidraulikájával és az alföldi szikesek problémáival. 1932-ben megépítette az első, talajvízészlelésre alkalmas kutat a Duna–Tisza közén, ezzel megteremtette az alföldi talajvízszint-figyelő kúthálózat alapjait. Az általa létesített kutak adatai alapján elsőként vetette fel a talajvízdúsítás lehetőségét, amelynek során a nyers felszíni vizet lassan szűrő beszivárogtató medencékbe vezetik, ezzel a kitermelhető talajvíz mennyisége megnövekszik.
Elméleti és gyakorlati vízépítési munkássága egyaránt kiterjedt a hegyi folyók, patakok szabályozásának kérdéseire, a vízerőtelepek, az ármentesítés, lecsapolás és öntözés hidrotechnikai problémáira. 1898–1899-ben ő vezette a Fiume melletti Recina patak általa megtervezett szabályozási munkálatait.
Szervezőmunkájának köszönhetően a műegyetemen 1927-ben megkezdte működését az ország első, a vízépítés szolgálatában álló hidrotechnikai és talajmechanikai kísérleti laboratóriuma, ahol maga is több fontos kísérletet végzett el (párolgásmérők, sebességcsillapító medence tesztelése stb.). Ugyancsak egyetemi oktatótevékenységéhez kapcsolódóan újraindította a szentendrei és az óbudai Duna-ágban a mérőgyakorlatokat. 
Könyvei mellett szakcikkeinek nagy része a Vízügyi Közlemények és a Köztelek című folyóiratokban jelent meg.

### Társasági tagságai és elismerései
1936-ban a Magyar Tudományos Akadémia levelező, 1941-ben rendes tagjává választották. Társelnöke volt a Magyarhoni Földtani Társulat hidrológiai szakosztályának és a Társadalmi Egyesületek Szövetségének. Tiszteleti tagjává választotta a Magyar Hidrológiai Társaság (1941), a Magyar Mérnök- és Építész-Egylet, továbbá a Mérnökök és Építészek Nemzetközi Szövetsége. Mindezeken kívül rendes tagja volt az Országos Középítési Tanácsnak, az Országos Természettudományi Tanácsnak és az Országos Ösztöndíj Tanácsnak, valamint részt vett az Országos Felsőoktatási Tanács elnöki tanácsának, a Horthy Miklós Kollégium igazgatótanácsának és a Magyar–Német Társaság igazgatóságának munkájában is.

### Főbb művei
- Hidraulikai számítások: Mérnökök és műegyetemi hallgatók számára. Budapest: Technika. 1926.
- Töltésezett folyók szabályozása. Budapest: Egyetemi ny. 1936.
- Talajvízszín [!] tanulmányok a Duna-Tisza közén. Budapest: Egyetemi ny. 1936.
- A folyók élete. Budapest: Kis Akadémia. 1938.
- Vízépítéstan. R. S. előadásai alapján összeáll. Illei Vilmos. Budapest: Magyar Királyi József Nádor Műegyetem. 1939.